# Affaire des hélicoptères Caracal
Pour les articles homonymes, voir Caracal (homonymie).
L'affaire des hélicoptères Caracal fait référence à la non commande en 2016 par la Pologne de 50 hélicoptères de transport Caracal fabriqués par Airbus Helicopters en France. Cette affaire commerciale intervient dans un contexte et des relations entre la France et la Pologne difficiles. Elle prendra rapidement une tournure politique et provoquera un conflit diplomatique entre les deux états.

## Contexte

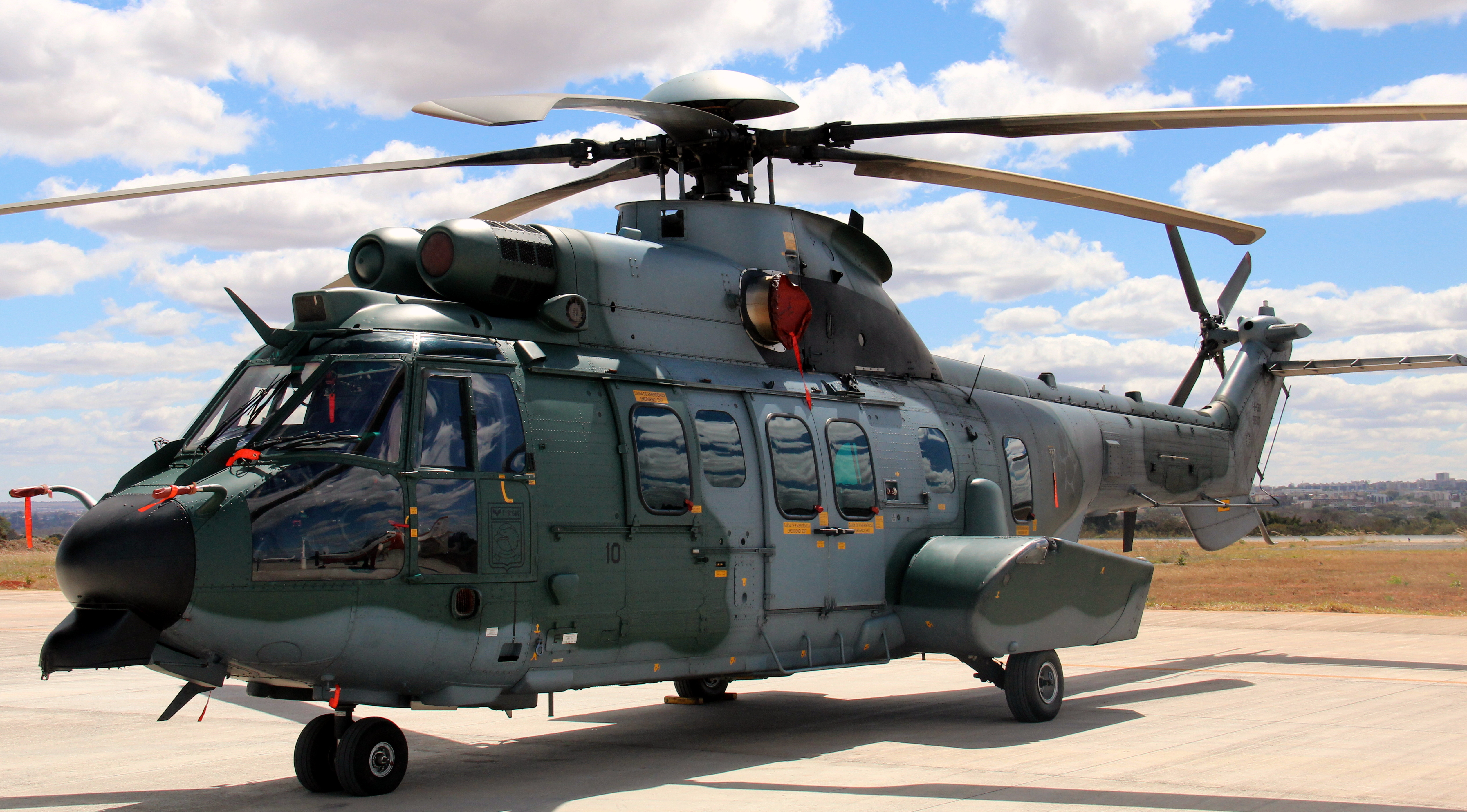
Hélicoptère Caracal

En avril 2015, les autorités polonaises annoncent leur intention de sélectionner Airbus  en vue de la fourniture d'hélicoptères pour son armée de l'air. La commande de 50 Caracal pourrait s’élever à 2 milliards d'euros. Diplomatiquement, ce geste est vu comme un juste retour des choses pour la France, alors qu'elle a renoncé — sous la pression notamment polonaise — de fournir à la Russie les deux navires Mistral en raison du conflit ukrainien. En février 2016, Jean-Yves Le Drian, alors ministre de la Défense, rappelle d'ailleurs aux autorités polonaises ce contrat implicite entre les deux pays, en indiquant que la France attendait donc d’être payée en retour. 
Seulement, le gouvernement centre droit qui avait conclu ce marché a été battu par le PiS en octobre 2015. Or les relations entre les deux gouvernements n'ont jamais été bonnes tant les sujets de discordes étaient nombreux (réformes de la justice et atteinte à l'état de droit ou la crise des réfugiés). 
Dès lors, l'opposition de l'époque avait déjà dénoncé ces négociations, notamment le vice-président du PiS, Antoni Macierewicz qui avait jugé en septembre 2015 cet hélicoptère dépassé tout en précisant que l'industrie de la défense polonaise ne tirerait aucun profit de ce marché parce qu'elle perdrait des emplois.

## Rupture des négociations
Le 4 octobre 2016, le gouvernement conservateur polonais a mis fin aux négociations avec Airbus Helicopters pour l'achat de cinquante hélicoptères Caracal, un contrat estimé à plus de trois milliards d'euros pour lequel l'industriel européen basé en France était en négociations exclusives depuis avril 2015. 
L'annonce est très mal reçue à Paris, à seulement quelques jours de la visite officielle de François Hollande. Le gouvernement polonais assure que la décision est économique, et qu'il était impossible de trouver un terrain d'entente sur les investissements compensatoires à réaliser en Pologne (pratique courante lors des grands contrats d'armements). Du côté français, les raisons sont davantage perçues avec l'angle politique, et l'argument utilisé n'est pas jugé recevable : Airbus offrait avec ce contrat un « package » industriel attractif à la Pologne : 3 250 emplois sur place, dont 1 250 directs et 2 000 induit et deux lignes d'assemblages. Au total, la valeur des compensations avoisinaient les 100 % de la valeur du contrat.
Au contraire, les autorités françaises perçoivent cet affront commercial comme la continuité du positionnement du gouvernement polonais plutôt hostile à l'Union européenne depuis son arrivée en 2015. Le gouvernement est même depuis 2016 dans le viseur de la Commission européenne qui menace de sanction le pays pour atteinte à l'état de droit. Ce gouvernement, arrivé en 2015, avait fait campagne contre ce contrat signé par ses opposants et aurait préféré traiter avec les concurrents, notamment américains, déjà implantés en Pologne.

## Conséquences
Plus enclins à négocier avec les Américains, dans le contexte du conflit ukrainien, et de la présence de troupes américaines sur le sol polonais, Varsovie a annoncé en une semaine la rupture du contrat et l'acquisition d'appareils Sikorsky UH-60 Black Hawk.
Cette affaire a entraîné le report de la visite de François Hollande et, depuis, un refroidissement des relations franco-polonaises sur de nombreux dossiers. Des députés de l'opposition polonaise ont déposé plainte pour « soupçon de délit » sur la manière dont le contrat a été rompu et sur une fuite de « documents à caractère confidentiel », laquelle pourrait notamment porter préjudice à Airbus. Airbus a annoncé s'être joint à la procédure.
Le 20 décembre 2021, le trésor public polonais annonce qu'il payera 80 millions d'euros d'indemnisation pour clore l'affaire après de longues négociations.